# 크리스 켐프친스키
크리스 켐프친스키(영어: Chris Kempczinski, 1967년~ 또는 1968년~)는 미국의 기업인으로, 2019년 이래 맥도날드의 CEO로 재직하고 있다. 전임 CEO 스티브 이스터브룩이 사내 직원과 부적절한 관계로 해고된 후 선임되었다.